# Чорні гори (Бутан)
Чорні гори — гірський хребет у Бутані.
Хребет перетинає країну з півночі на південь і ділить її на дві частини: західний і східний Бутан. Також Чорні гори є вододілом між басейнами річок Дрангме і Мо
Висота коливається від 700 м до 4617 м н.р.м., середні висоти 1500—2700 м.
Гори включені в територію Національного парку Джигме Синг'є Вангчука, друга назва якого Національний парк Чорних Гір. Область завжди вважалася священною для місцевих жителів. Доступ в райони біля вершин офіційно заборонений.
Єдина дорога у цих горах йде через перевал Пеле-ла (3300 м).
На західних схилах Чорних гір розташований знаменитий монастир Гангтей-гомпа. На схід від перевалу Пеле-ла по основному шосе розташований Чендебджи-чортен (близько 20 км), а далі — Тронгса.

## Примітки

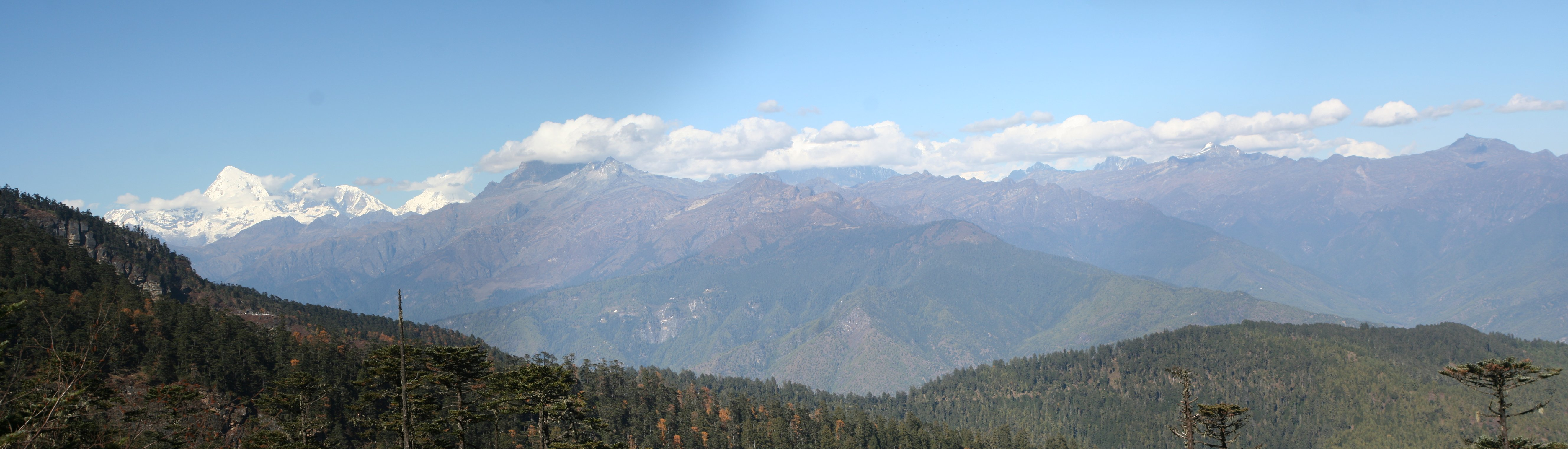
Вид з перевалу Пеле-ла

## Ресурси Інтернету
- Фотография